# Малуриле (Дамбовица)
Малуриле (рум. Malurile) насеље је у Румунији у округу Дамбовица у општини Пучоаса. Oпштина се налази на надморској висини од 433 m.

## Становништво
Према подацима из 2002. године у насељу је живело 157 становника, од којих су сви румунске националности.